# Exonymum
Exonymum (z řeckého exónymos, a to z ἔξω (éxō) vně, mimo a ὄνυμα (ónyma) jméno) znamená „vnější“ označení, podobu vlastního jména (propria, například zeměpisného toponyma, osobního jména, antroponym atd.), jímž lidé nějaké kulturní oblasti (jazyka, kraje, země atd.) označují objekty a osoby mimo tuto oblast (např. Řím místo Roma, Švýcarsko místo die Schweiz, Eskymáci místo Inuit atd.). Nejde tedy o náhodně vzniklé překlady nebo špatné přepisy endonym, ale jména užívaná větší skupinou lidí se stejným jazykem. Některá exonyma, například názvy zemí a hlavních měst se běžně užívají v každodenní komunikaci, kdežto jiná počeštěná jména (např. názvy menších německých, polských, maďarských aj. měst anebo historické názvy) vyšla nebo pomalu vycházejí z užívání. Termínu exonymum se používá též pro přepis osobních jmen. Podle doporučení mezinárodní organizace UNGEGN se má omezit užívání exonym a zamezit jejich nové vytváření.
Endonymum je naproti tomu „vnitřní“ jméno, které užívá místní skupina obyvatel. Znamená to, že pokud na území žije obyvatelstvo užívající několik jazyků, pak jsou endonyma jména v těchto jazycích (např. ve Švýcarsku francouzsky, italsky, německy a rétorománsky endonyma: Lac de Brienz [fra]; Lago di Brienz [ita]; Brienzersee [deu]; Lai da Brienz [roh] – české exonymum Brienzské jezero).
Také endonyma se mohou v průběhu času měnit z různých, například politických nebo národnostních důvodů, např. Zlín (před 1949 a po 1990) oproti Gottwaldov (1949–1990), Pec pod Sněžkou se jmenovala do roku 1945 Petzer a byla částí Velké Úpy (Gross Aupa), do roku 1959 se jmenovala Velká Úpa III.
Exonyma mají výhodu snazší vyslovitelnosti a v případě potřeby se dají skloňovat („jedu do Paříže“ místo „jedu do Paris“) nebo lze odvozovat adjektiva (např. „míšeňský porcelán“ místo „porcelán z Meißen“).

## Lingvistika
Exonyma jsou přirozeným prvkem každého jazyka. Jejich počet se však velmi silně mění, což záleží především na následujících okolnostech:
- sociální kontakty, znalost cizích jazyků
- společné dějiny
- Dějiny jazyka: během času může výslovnost každého jednoho místního názvu měnit svoji podobu:
  - v původním jazyce, zatímco v cílovém jazyce zůstane zachována původní podoba, např. staročesky Praga > německy Prag (novodobá čeština Praha); starofrancouzsky Paris (vyslovovalo se: [pa'ris]) > německy, anglicky Paris (avšak v současné francouzštině = [pa'ʁi] bez koncového -s)
  - v cílovém jazyce, zatímco ve výchozím jazyce není žádná změna, srov. středohornoněmecky = švýcarská němčina Schwyz „(coby místní název, kantonu a název státu)“ > později středohornoněmecky Schweiz (diftongizace)
- zvuková kompatibilita mezi výchozím a cílovým jazykem:
  - na stejné hlásce, tzn., pokud určitá hláska jména není ve výbavě cílového jazyka a musí být nahrazena stejně znějící hláskou jako ve výchozím jazyku, srov. španělsky Madrid (vysl. = [ma'ðrið]) > česky stejné Madrid (ale vysl. = [ma'dʀɪt])
  - na rovině fonotaktiky (spojování hlásek), srov. německé Schweiz > finsky Sveitsi (vysl. = ['svejtsi]), tedy s nahrazením ve finštině neexistujícího <š> (= [ʃ]) hláskou <s> (= [s]) a přidá se svarabhaktický vokál -i na konci slova, jelikož výslovnost slova s koncovkou -ts není ve standardní finštině možná.

Často se sice toponyma píší stejně jak v původním, tak i v cílovém jazyce, jsou však rozdílně vyslovována. Tak se sice neliší původní psaný název pro Madrid, Edinburgh, Göteborg, Barcelona, Oslo aj. od psané formy v češtině, nicméně liší se jejich výslovnost.
Podobně jako i jiná slova mohou také exonyma v průběhu let vystoupit z běžného slovníku a být nahrazena přejatým názvem nebo endonymem z výchozího jazyka (např. New York namísto Nový Jork). Některá exonyma však zůstávají živá: např. Remeš namísto Reims, Lutych namísto francouzského Liège či vlámského Luik, Bukovina namísto Bucovina, Volyň namísto Волинь, Záhřeb místo Zagreb, Veliký Novgorod namísto Великий Новгород, Peking namísto 北京 či Káhira namísto القاهرة.
Významný vliv na užívání exonym mají sdělovací prostředky. Zatímco před rokem 1992, kdy se v Barceloně konaly Olympijské hry, byla na našem území výslovnost názvu tohoto města podle zásady „čti jak píšeš“, tedy s českým [c], velmi rozšířená, dnes je častější i počeštěná španělská (a zároveň katalánská kodifikovaná) výslovnost se [s] (kodifikovaná španělská (kontinentální) výslovnost by ovšem byla s mezizubným třeným θ). Ani dnes ale Pravidla českého pravopisu výslovnostní odchylku od psané podoby nepředepisují a umožňují tak i výslovnost [barcelona], totéž platí např. i pro němčinu; německá kodifikovaná výslovnost je [barceˈlo:na].
Vedle času jsou míra jazykového vzdělání, ale též samozřejmost a sebevědomí s ohledem na vlastní jazyk rozhodujícími faktory při zacházení s exonymy. Postavíte-li proti sobě například španělsky mluvícího člověka s Němcem, budou se v obou těchto bodech podstatně lišit.
Mezi exonymy je také třeba rozlišovat přejmenování názvů vzešlá z historicismů, např. Nieuw-Amsterdam (do roku 1664) oproti New York (od 1664) nebo Petrohrad (do roku 1924 a potom od 1991) oproti Leningrad (1924–1991). Zde při určování užití stojí v první řadě časový a nikoli geografický rozdíl, může též dojít ke chronologickému rozměru použití jazykového tvaru jako v obou posledně jmenovaných případech. Takový případ nastává též např. u Kaliningradu, který se do roku 1946 jmenoval Königsberg (Královec). Královec je tedy výhradně české historické exonymum; současné exonymum však zní Kaliningrad. Opačně stojí v ruském textu, v němž jde o dobu před rokem 1946, tedy nikoli Калининград (Kaliningrad), jak by tomu bylo při přijetí exonyma, nýbrž Кёнигсберг (Kjonigsbjerg).

## Příklady českých exonym

### Místní názvy
- Albánie místo Shqipëria
- Bělehrad místo Beograd/Београд
- Benátky místo Venezia
- Drážďany místo Dresden
- Florencie místo Firenze
- Gruzie místo Sakartvelo (საქართველო)
- Janov místo Genova
- Kalkata místo Kolkata (কলকাতা)
- Kodaň místo København
- Korea místo Hanguk (한국)
- Kyjev místo Kyjiv (Київ)
- Lisabon místo Lisboa
- Lutych místo Liège
- Neapol místo Napoli
- Německo místo Deutschland
- Peking místo Běijīng (北京)
- Petrohrad místo Sankt-Petěrburg (Санкт-Петербург)
- Rakousko místo Österreich
- Remeš místo Reims
- Řecko místo Elláda (Ελλάδα)
- Řím místo Roma
- Sedmihradsko místo Transilvania
- Vratislav místo Wrocław

### Pomístní názvy
- Alpy místo: německy Alpen, francouzsky Alpes, rétorománsky Alps, italsky Alpi, slovinsky Alpe
- Grónsko místo: grónsky Kalaallit Nunaat, dánsky Grønland
- Kilimandžáro místo: anglicky Kilimanjaro/Mount Kilimanjaro, svahilsky Kilimanjaro
- Rýn místo: německy Rhein, francouzsky Rhin, nizozemsky Rijn, latinsky Rhenus

### Osobní jména
- Avicenna místo Ibn Sina (ابن سينا)
- Ježíš místo Ješua (ישוע)
- Jindřich Mořeplavec místo Henrique o Navigador
- Kryštof Kolumbus místo Cristoforo Colombo
- Konfucius místo Kchung-fu-c' (孔夫子)
- Mikuláš Koperník místo Mikołaj Kopernik
- Ludvík XIV. místo Louis XIV.
- Vilém Dobyvatel místo Guillaume le Conquérant

## Cizojazyčná exonyma pro vybraná německá toponyma
- Aachen: franc. Aix-la-Chapelle, špan. Aquisgrán, česky Cáchy, pol. Akwizgran, nizozem. Aken
- Deutschland: čes. Německo, chorv. Njemačka, pol. Niemcy, franc. Allemagne, port., špan. Alemania, fin. Saksa, lotyš. Vācija, lit. Vokietija, maorsky Tiamana, angl. Germany, nor. Tyskland
- Dresden: čes. Drážďany, ital. a špan. Dresda, bělorus. Дрэздэн
- Glücksburg: dán. Lyksborg
- Graz: česky Štýrský Hradec
- Klagenfurt am Wörthersee: (zastarale) česky Celovec; (Celovec ob Vrbskem jezeru je ale slovinské endonymum)
- Köln: angl., franc. Cologne, česky Kolín nad Rýnem, špan., ital. Colonia, hol. Keulen
- Leipzig: pol. Lipsk, česky Lipsko, rumun. Lipsca
- München: ital. Monaco (nebo dnes už málo používané Monaco di Baviera), angl., franc. Munich, špan. Múnich, pol. Monachium, česky Mnichov
- Mainz: česky Mohuč, pol. Moguncja, franc. Mayence, ital. Magonza
- Österreich: angl., špan. Austria, arab. Nimsa (النمسا)‎), česky Rakousko, fin. Itävalta (kalk – doslovně „východní říše“; stejný význam se předpokládá u původního starogermánského jména Ostarrîchi) atd.
- Stuttgart: ital. Stoccarda
- Wien: slovin. Dunaj, maď. Bécs, srb., chorv. Beč, česky Vídeň, angl., ital. Vienna, nizozem. Wenen, rumun., špan. Viena